# Powrócisz tu...
Powrócisz tu... – szósty album studyjny Ireny Santor wydany w 1967 roku nakładem wytwórni Polskie Nagrania. W 2018 płyta miała swoją premierę w serwisach streamingowych.

## Lista utworów
Strona a:
1. Powrócisz tu (Piotr Figiel - Janusz Kondratowicz)
2. Miło wspomnieć (Stefan Rembowski - Jacek Korczakowski)
3. Nie umiem powiedzieć nie (Zdzisław Gozdawa, Wacław Stępień - Wacław Stępień, Zdzisław Gozdawa)
4. Uwierzyłam ci (Jan Czekalla - Zbigniew Stawecki)
5. Nie znalazłeś moich drzwi (Nina Pilchowska - Zbigniew Stawecki)

Strona b:
1. Tak daleko już jesteśmy (Stefan Rembowski - Roman Sadowski)
2. Ze szczęściem na ty (Jerzy Matuszkiewicz - Jacek Korczakowski, Zbigniew Zapert)
3. Sam to wiesz (Jerzy Matuszkiewicz - Wojciech Młynarski)
4. Nie szukaj daleko (Adam Skorupka - Wanda Sieradzka)
5. Nie udawaj (Stefan Rembowski - Zdzisław Gozdawa, Wacław Stępień)
6. To nie wszystko (Stefan Rembowski - Andrzej Dołęgowski)

## Charakterystyka albumu
Płyta Powrócisz tu... została wydana w 1967 roku przez wytwórnię Polskie Nagrania i zawierała nagrania Ireny Santor z przełomu 1966 i 1967 roku. Tytułowa piosenka z płyty uznawana jest za jeden z najważniejszych utworów w karierze wokalistki a zarazem za jeden z jej największych przebojów. Album został nagrany przy współpracy z Orkiestrą Polskiego Radia pod dyrekcją Stefana Rachonia, oraz Zespołem Instrumentalnym Piotra Figla. . Album w 1968 uzyskał status Złotej Płyty Polskich Nagrań za sprzedanie ponad 150 000 egzemplarzy. Przed ukazaniem się całego albumu poprzedzono jego wydanie dwoma singlami. W 1999 natomiast album wraz z bonusami został wznowiony w ramach piątej z dwunastu wspomnieniowych płyt Ireny Santor w ramach serii płyt Moje piosenki. W 2018 krążek doczekał się publikacji w serwisach streamingowych.

## Single promujące albumPowrócisz tu...
- [1967] Muza SP 143 – Powrócisz tu / Ze szczęściem na ty[7]
- [1967] Muza SP 259 – Ze szczęściem na ty / Nie udawaj[8]

## Ciekawostki
W 1966 podczas IV Krajowego Festiwalu Piosenki Polskiej w Opolu Irena Santor zaprezentowała publiczności w koncercie Premier tytułową piosenkę płyty Powrócisz tu, za którą otrzymała pierwszą nagrodę i wykonała ją również w koncercie finałowym festiwalu Mikrofon i ekran Utwór został również nagrodzony trzecią nagrodą podczas Festiwalu w Sopocie w tym samym roku.

## Muzycy
- Irena Santor – śpiew
- Orkiestra Polskiego Radia p/d Stefana Rachonia – akompaniament (A1,2,5, B1-3,6)
- Zespół Instrumentalny Piotra Figla – akompaniament (A3-4, B5-6)

## Realizatorzy
- Zdjęcie na okładce – Henryk Bietkowski
- Projekt okładki – Stanisław Żakowski
- Operator dźwięku – Halina Jastrzębska, Janusz Pollo
- Reżyser nagrania – Wojciech Piętowski, Antoni Karużas